# 东方大区
东方大区（拉丁語：praefectura praetorio Orientis）是罗马帝国在古典时代晚期的四个大区之一，首府为君士坦丁堡。其包括了东罗马帝国的大部分区域。大区起初下辖有四个管区，后成为五个，分别是巴尔干半岛东部的色雷斯、小亚细亚的亚细亚与本都管区以及中东的东方与埃及。337年君士坦丁大帝过世后，此时帝国被其子瓜分，东方为君士坦提烏斯二世统治。

### 脚注
1. ↑  陈志强 2013，§2.4.
2. 1 2  Palme 2007，第245頁.

### 书籍
- The Prosopography of the Later Roman Empire（英语：Prosopography of the Later Roman Empire） (PLRE), Vols. I-III: (Vol. II, pp. 1250–1252;)
- Palme, Bernhard. . . Cambridge University Press. 2007: 244–270  [2019-01-26]. （原始内容存档于2014-06-22）.
- 陈志强. . . 上海社会科学院出版. 2013.